# Hesychotypa turbida
Hesychotypa turbida är en skalbaggsart som först beskrevs av Bates 1880. Hesychotypa turbida ingår i släktet Hesychotypa och familjen långhorningar.
Artens utbredningsområde är:
- Costa Rica.
- Nicaragua.
- Panama.

Inga underarter finns listade i Catalogue of Life.